# Літник (Сернурський район)
Лі́тник (рос. Летник, марій. Летник) — присілок у складі Сернурського району Марій Ел, Росія. Входить до складу Сердезького сільського поселення.

## Населення
Населення — 218 осіб (2010; 196 у 2002).
Національний склад (станом на 2002 рік):
- марі — 83 %